# 石加村
石加村（いしかむら）は三重県員弁郡にかつて存在した村である。1963年4月1日に員弁郡大安町と合併した。

## 歴史
- 1956年（昭和31年）9月30日 - 石榑村・丹生川村が合併して発足。
- 1963年（昭和38年）4月1日 - 大安町と合併し、改めて大安町が発足。同日石加村廃止。

## 交通

### 鉄道
最寄駅は伊勢治田駅・丹生川駅・麻生田駅。

## 地名
- 石榑北（いしぐれきた）
- 石榑東（いしぐれひがし）
- 石榑南（いしぐれみなみ）
- 宇賀（うが）
- 宇賀新田（うがしんでん）
- 鍋坂（なべさか）
- 石榑北山（いしぐれきたやま）
- 片樋（かたひ）
- 丹生川上（にゅうかわかみ）
- 丹生川下（にゅうかわしも）
- 丹生川中（にゅうかわなか）
- 丹生川久下（たゆうがわひさか）

## その他
石榑南地区には旧石加村役場・郵便局・小学校・中学校がある。丹生川久下には旧石加村役場の支所と郵便局がある。